# Synagoga v Litomyšli

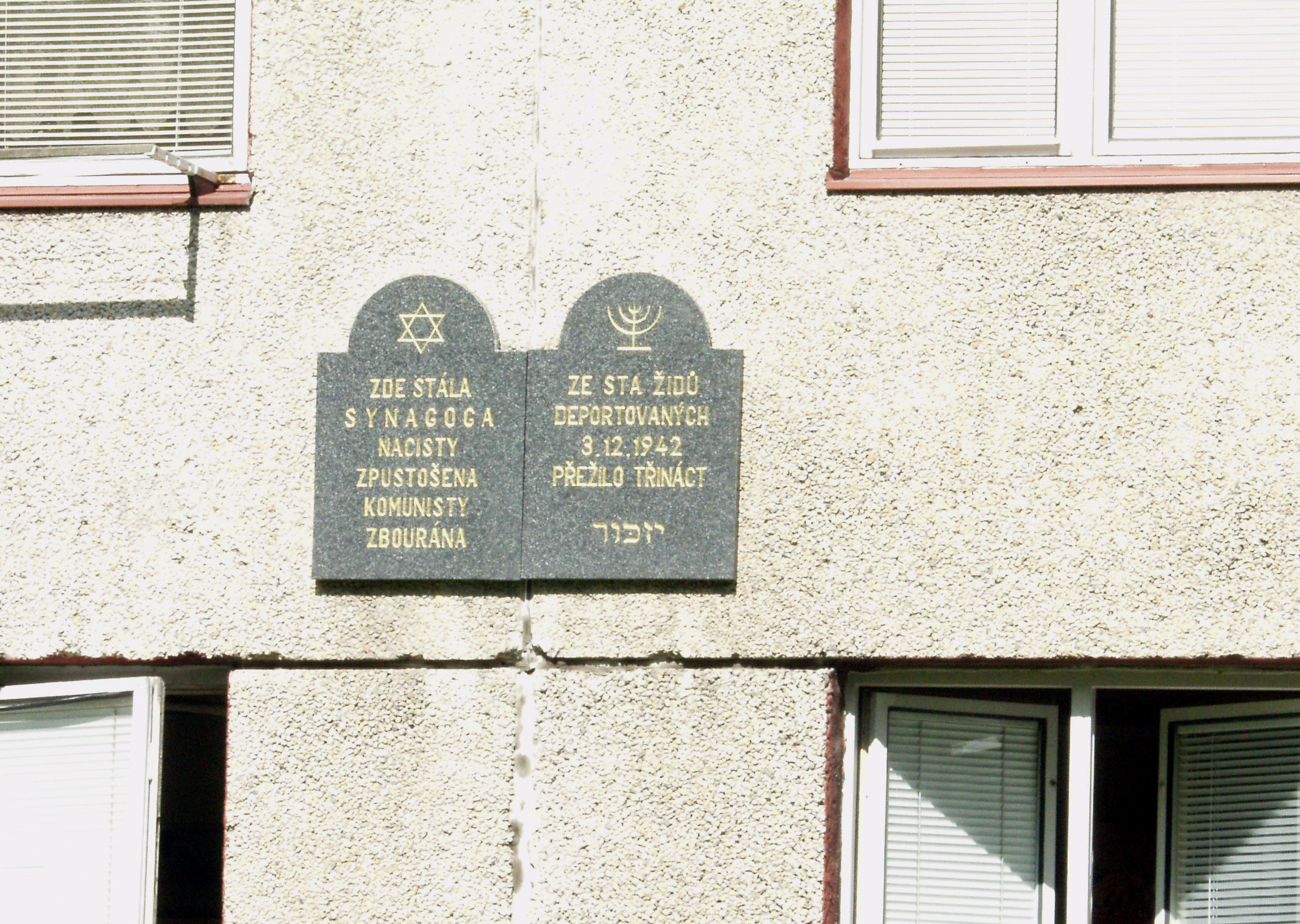
Původní památník na zdi jednoho z domu (2008)

Synagoga v Litomyšli existovala v první polovině 20. století. Stála v blízkosti dnešního Smetanova domu, na břehu řeky Loučné. Její tehdejší adresa byla Bernardka 298.
Rozhodnutí o výstavbě židovského svatostánku padlo v Litomyšli již v roce 1902, avšak kvůli vleklým vyjednáváním byly stavební práce zahájeny až v roce 1909. Stavbu vyprojektoval Antonín Beba, později jej přepracoval Čeněk Vaněk. Po úspěšné dohodě mezi spolky Beseda, Muzejním spolkem a Pokrokovým klubem mohl být konečně položen její základní kámen. Práce byly dokončeny v roce 1910. Osa synagogy byla orientována směrem k řece, průčelí bylo dekorováno orientálními prvky (např. arabeskami). V reprezentativních prostorách byla užita dekorativní dlažba s ozdobnými kameny, zdi synagogy byly zbudovány v tloušťce okolo 1 m.
Synagoga přečkala první světovou válku, při druhé světové válce byla poškozena. Během 50. let 20. století byla přestavěna a sloužila částečně jako skladiště. V roce 1969 byla v souvislosti s výstavbou nového panelového sídliště stržena a na jejím místě vyrostl bytový dům.